# Blankenburg (Berlin)
Blankenburg, Berlin-Blankenburg – dzielnica (Ortsteil) Berlina w okręgu administracyjnym Pankow. Od 1 października 1920 w granicach miasta.